# Cnudde Oudenaards bruin
Cnudde Oudenaards bruin is een Belgisch bier van gemengde gisting.
Het bier wordt sinds 1933 gebrouwen in Brouwerij Cnudde te Eine, een deelgemeente van Oudenaarde.
Het is een amberbruin bier, type Vlaams oud bruin, met een alcoholpercentage van 5%. Het wordt ook wel Kerkhofbier genoemd omdat het water waarmee het bier gebrouwen wordt, uit de boorputten in de buurt van het kerkhof van Eine komt.